# برادن‌ویل (پنسیلوانیا)
برادن‌ویل (به انگلیسی: Bradenville) یک منطقهٔ مسکونی در ایالات متحده آمریکا است که در شهرستان وستمورلند، پنسیلوانیا واقع شده‌است. برادن‌ویل ۵۴۵ نفر جمعیت دارد و ۳۳۴٫۹۸ متر بالاتر از سطح دریا واقع شده‌است.